# Cratere Almanon
Almanon è un cratere lunare di 47,76 km situato nella parte sud-orientale della faccia visibile della Luna.
Il cratere è dedicato all'astronomo persiano al-Maʾmūn.

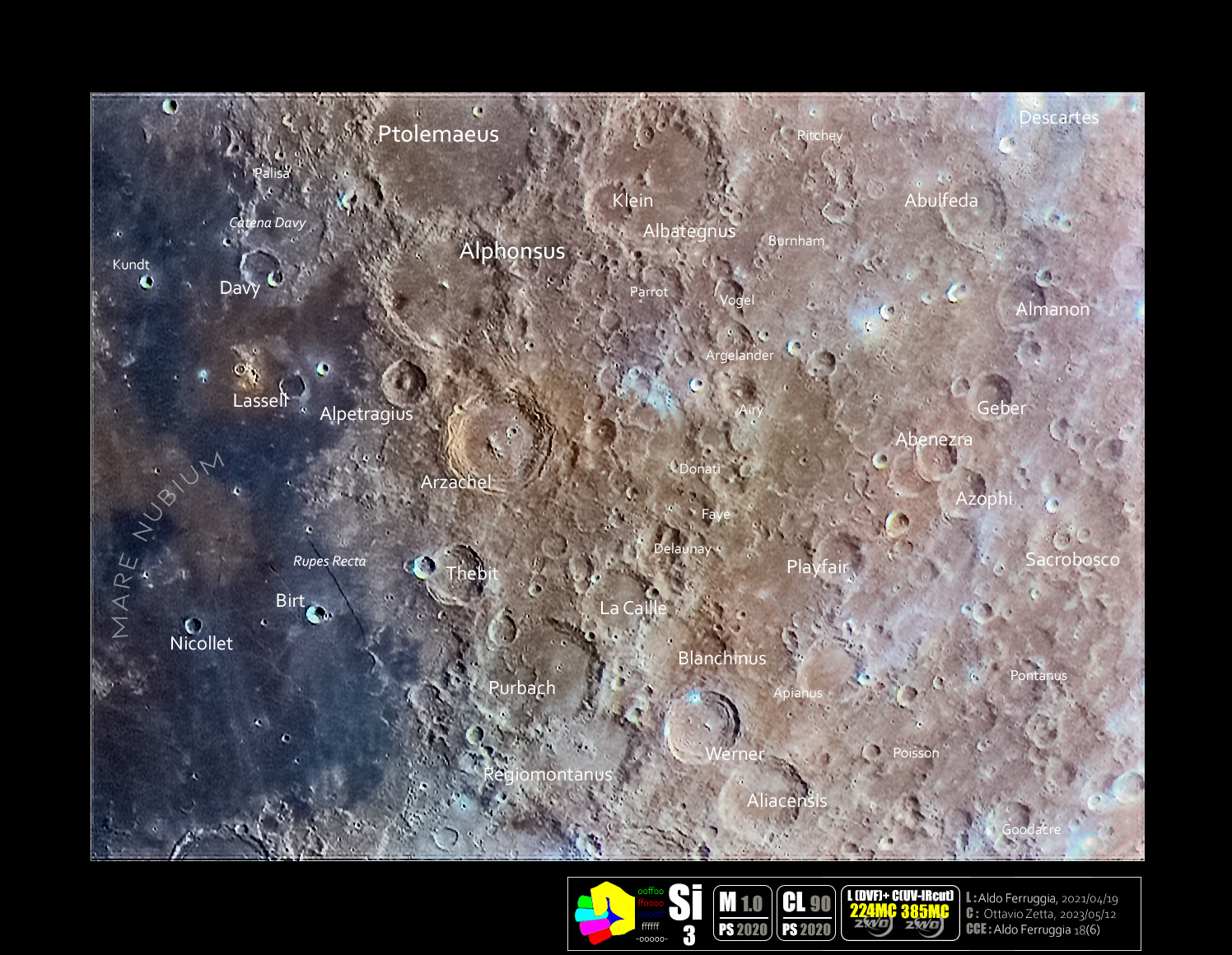
Il cratere (a destra in alto) con le strutture vicine in una Immagine Selenocromatica(Si)

## Crateri correlati
Alcuni crateri minori situati in prossimità di Almanon sono convenzionalmente identificati, sulle mappe lunari, attraverso una lettera associata al nome.
| Almanon | Coordinate            | Diametro (in km) |
| ------- | --------------------- | ---------------- |
| A       | 17°47′24″S 15°19′12″E | 9,75             |
| B       | 18°19′48″S 15°15′36″E | 23,6             |
| C       | 16°09′36″S 15°58′48″E | 15,62            |
| D       | 18°36′00″S 15°32′24″E | 5,33             |
| E       | 17°54′36″S 13°37′48″E | 5,37             |
| F       | 15°55′12″S 14°16′12″E | 5,23             |
| G       | 17°55′48″S 14°36′36″E | 4,47             |
| H       | 19°01′48″S 15°13′12″E | 6,05             |
| K       | 15°50′24″S 15°25′48″E | 6,46             |
| L       | 19°00′00″S 16°34′48″E | 5,88             |
| P       | 18°33′S 17°00′E       | 19,44            |
| Q       | 18°04′48″S 17°00′00″E | 4,63             |
| R       | 18°10′12″S 15°52′48″E | 3,51             |